# Monteagle, Tennessee
Monteagle är en ort i Marion County i delstaten Tennessee, USA.